# Carrer de la Reina
|  | No s'ha de confondre amb plaça de la Reina. |

El carrer de la Reina és una via urbana de València que travessa de nord a sud el barri del Cabanyal-Canyamelar. S'inicia al seu extrem nord en l'avinguda dels Tarongers i acaba a la plaça de l'Armada Espanyola, a tocar del moll de la Duana del Port de València, amb una longitud d'1,2 quilòmetres.
Es tracta d'un carrer principal que ocupa la part central de la característica planta reticular del Cabanyal-Canyamelar, esdevenint el carrer principal dels que discorren paral·lels a la línia de mar.
La seua construcció es remunta a l'any 1840 quan l'aleshores municipi del Poble Nou de la Mar, format pels nuclis del Cabanyal, el Canyamelar i el Cap de França, comença el seu procés d'expansió i la Batlia General va autoritzar l'apertura del carrer a la part del Canyamelar, la més propera al Port. El carrer de la Reina va acollir les principals i més emblemàtiques construccions que en aquella època s'alçaren al barri seguint l'estil arquitectònic del Modernisme, tan representatiu del Cabanyal-Canyamelar. Destaquen la Casa de la Reina construïda el 1859 per l'industrial Bernabé Dombón, el desaparegut Teatre de la Marina i nombroses cases promogudes per la petita burgesia valenciana de l'època.
Aquest llarg carrer va tenir diferents denominacions al llarg de la seua història. En un primer moment, fins i tot eren distints noms segons el barri que discorria. Així, al Canyamelar va ser conegut des de l'inici amb el nom de "la Reina" en honor a la reina Isabel II, que en el moment de l'obertura del carrer comptava amb 13 anys d'edat i acabava de ser nomenada reina d'Espanya. En canvi, en el tram del Cabanyal va ser retolat amb el nom de Sant Rafel, i al Cap de França amb el d'Albereda. Amb l'annexió a la ciutat de València l'any 1909, la via passa a denominar-se de forma integral Carrer de la Llibertat.
El 4 de setembre de 1940 es va retolar amb el nom de l'Almirall Mercer. El motiu del canvi de retolació era la duplicitat de rètols ja que hi havia un altre carrer amb el mateix nom. El 8 de juny de 1973 es va acordar reposar el seu antic nom de carrer de la Reina, amb el qual tradicionalment era coneguda, atenent una proposta veïnal.